# Diascia hayesi
Diascia hayesi är en fjärilsart som beskrevs av Holloway 1976. Diascia hayesi ingår i släktet Diascia och familjen nattflyn. Inga underarter finns listade i Catalogue of Life.